# Chaetodon capistratus
Poisson-papillon à quatre yeux
Espèce
Synonymes
- Chaetodon bricei Smith, 1898

Statut de conservation UICN

 LC  : Préoccupation mineure
Chaetodon capistratus, communément nommé Poisson-papillon à quatre yeux, est une espèce de poissons marins de la famille des Chaetodontidae.
Le Poisson-papillon à quatre yeux est présent dans les eaux tropicales de la partie occidentale de l'Océan Atlantique soit des côtes de l'état du Massachusetts au Venezuela, golfe du Mexique et Mer des Caraïbes inclus.
Sa taille maximale est de 15 cm.

## Liens externes

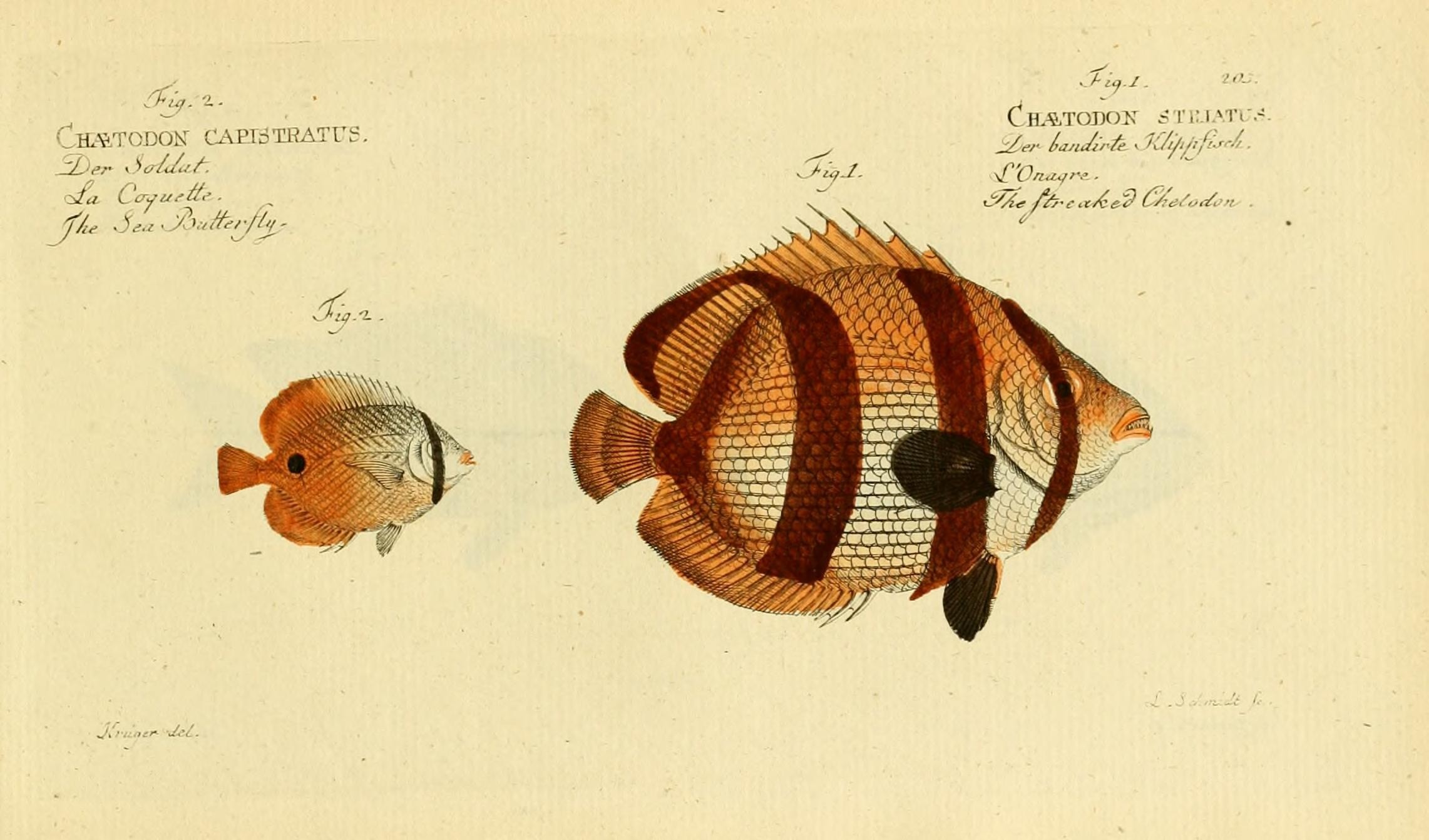

## Morphologie
Il possède une morphologie typique de sa famille, corps ovale, semi-rectangulaire avec des nageoires étendues et comprimées latéralement.
La coloration générale du corps, de la tête et des nageoires, à l'exception des ventrales, est gris pâle. Les côtés du corps sont décorés d'un patron en "chevrons" de fines lignes sombres. La face possède une frange verticale marron bordée de blanc qui couvre l’œil. Son signe le plus distinctif est son ocelle : une tache noire, entourée d'un anneau blanc, située en bas de la partie postérieure de la nageoire dorsale. Les nageoires pelviennes sont jaunes. Les nageoires dorsale, anale et caudale possèdent une bande plus sombre, parallèle à la bordure de la nageoire et bordée d'autres lignes fines vers l'extérieur, une sombre puis une blanche.
Il possède 13 épines dorsales, entre 17 et 20 rayons mous dorsaux, 3 épines anales et entre 16 et 17 rayons mous anaux.
Sa taille maximale est de 15 cm,.